# المراکشی (دهانه)
المراکشی یک دهانه برخوردی در ماه است. این دهانه به پاسداشت خدمات علمی ابن بنّای مراکشی، دانشمند مسلمان دوران طلایی اسلام، به نام وی نهاده شده‌است.